# Hans Bäbler Bebié
Hans Bäbler Bebié   (Rapperswil-Jona, 10 d'octubre de 1948), conegut com a Hansi Bäbler, és un enginyer i antic pilot d'automobilisme català d'origen suís. El seu germà, Jordi Bäbler, fou també un pilot d'automobilisme de renom.
Establert a Catalunya des del 1954, fou copilot de ral·li d'Antoni Zanini el 1967. El 1978 fou campió d'Espanya de velocitat per a turismes de fabricació estatal. El 1986 quedà segon en el V Ral·li dels Faraons, formant parella amb el seu germà Jordi. A finals de la dècada de 1980 continuà com a pilot de l'equip Nissan de raids. Dins el camp de la mecànica, des dels seus tallers de Cardedeu creà, entre altres cotxes de competició, el Seat 124 per a circuit de 1980.